# Нижегородка (Іжморський округ)
Нижегоро́дка (рос. Нижегородка) — присілок у складі Іжморського округу Кемеровської області, Росія.

## Населення
Населення — 257 осіб (2010; 360 у 2002).
Національний склад (станом на 2002 рік):
- татари — 92 %